# Volar pels aires
Volar pels aires (títol original: Blown Away) és una pel·lícula estatunidenca dirigida per Stephen Hopkins el 1994. Ha estat doblada al català.

## Argument
A Boston es produeix una explosió tan terrorífica que commociona tant a la població com als agents més experimentats de la brigada antiexplosius de la ciutat. Totes les pistes apunten al terrorista més temible i més hàbil al que s'han enfrontat mai. Jimmy Dove, un veterà policia de la brigada d'artificiers, treballa com a professor dels joves que s'incorporen al departament. Quan uns dies després de deixar el lloc, el seu substitut és víctima d'una bomba, Dove comença a investigar el que ha passat.

## Repartiment
- Jeff Bridges: James « Jimmy » Dove / Liam McGivney
- Tommy Lee Jones: Ryan Gaerity
- Suzy Amics: Kate Dove
- Lloyd Bridges: Max O'Bannon
- Forest Whitaker: Anthony Franklin
- Stephi Lineburg: Lizzy
- John Finn: el capità Fred Roarke
- Caitlin Clarke: Rita
- Cuba Gooding Jr.: l'alumne de la classe de neteja de mines

## Nominacions
- Nominada als premis MTV Movie de 1995 per la millor seqüència d'acció (Best Action Sequence) per l'explosió del vaixell
- Nominada als premis MTV Movie de 1995 pel millor paper de personatge dolent (Best Villain) en favor de Tommy Lee Jones

## Crítica
- "No trobaràs molt que sigui nou en aquesta abrasadora cinta d'acció. (...) Però amb uns Bridges i Jones donant-ho tot, A qui li importa? (...) com passatemps i divertiment d'estiu, el film és explosiu."[3]
- "Totes les escenes dramàtiques són un nero farcit entre les explosions; haurien d'haver-se pres més seriosament, o ben deixat fora. (...) Puntuació: ★★ (sobre 4)."[4]
- "Bridges -un brillant actor- sembla perdut quan el seu personatge requereix experimentar emocions. Però Jones, com sempre, porta al seu dolent a un nivell d'entreteniment superior, (...) Una sèrie de proves ben elaborades, fins i tot amb un entremaliat suspens"[5]